# Tutelina elegans
Tutelina elegans là một loài nhện trong họ Salticidae.
Loài này thuộc chi Tutelina. Tutelina elegans được Nicholas Marcellus Hentz miêu tả năm 1846.

## Hình ảnh

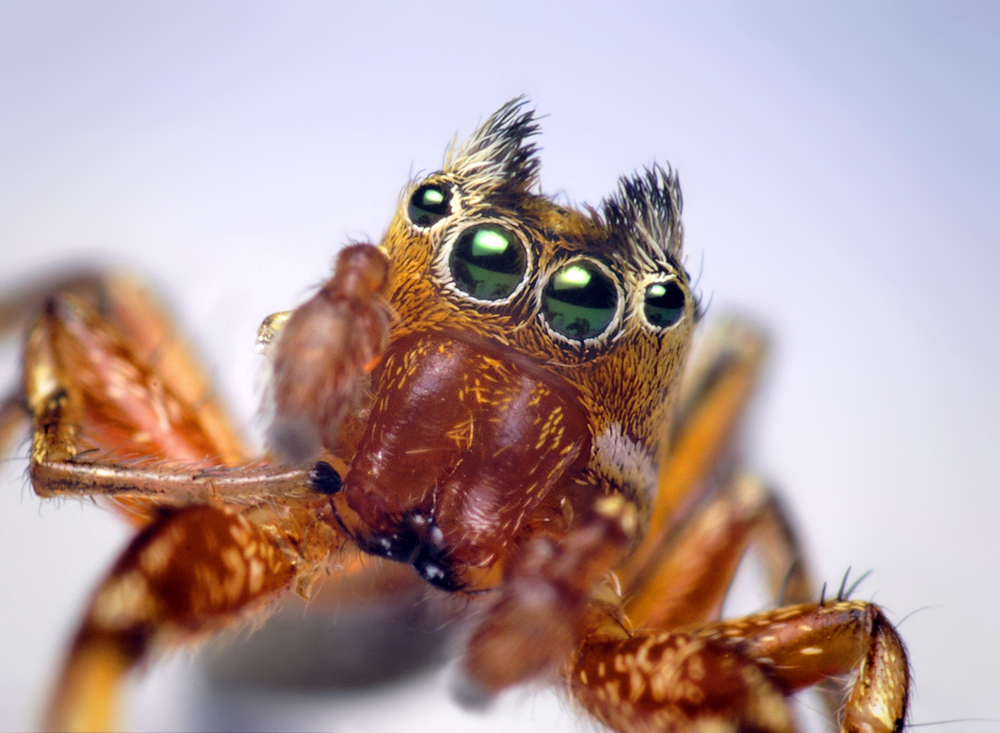